# 조상신과 시댁을 묵사발냈습니다
《조상신과 시댁을 묵사발냈습니다》는 2025년 5월 20일에 공개된 웹드라마이다.

## 기획 의도
부잣집으로 시집가 몸종처럼 부려지다 성묫길에 사망한 며느리가 조상신과 함께 시댁 가족들을 묵사발 내는 치정 복수극

## 제작진
- 극본 : 권재원
- 연출 : 노기환

## 등장 인물
- 최윤정 : 이은주 역
- 정시현 : 하상진 역
- 신영찬 : 하태윤 역
- 송경아 : 시어머니 역
- 가은 : 하상희 역
- 안채희 : 내연녀 역
- 서승현 : 호스트 역
- 김진옥 : 무당 역